# 小行星7080
小行星7080（英語：7080）是一颗围绕太阳公转的小行星。1986年9月5日，安東寧·姆爾科斯在克列特发现了此天体。
这颗小行星的绝对星等为175.9535139104766等。